# Клонидин
Клониди́н (торговые наименования: Клофели́н, Катапресан, Гемитон, Хлофазолин, Атензина, Капрессин, Клонилон, Гипозин) — лекарственное средство, гипотензивный препарат группы производных имидазолина, стимулятор α2-адренорецепторов и центральных имидазолиновых рецепторов. Широко используется при лечении артериальной гипертензии.

## История
Препарат был синтезирован в 60-х годах XX века. Поначалу он разрабатывался как средство от насморка благодаря своему периферическому адреностимулирующему действию и способностям спазмировать капилляры слизистой оболочки носа. Однако практически сразу были отмечены его гипотензивные свойства. Как гипотензивное средство клофелин использовался в течение нескольких десятков лет в СССР и за рубежом. Пик его популярности приходится на конец 70-х — начало 80-х годов. Его часто комбинировали с другими препаратами. Крупнейшим его производителем в СССР был завод «Органика».

## Свойства
Белый кристаллический порошок. Растворим в воде, в этиловом спирте растворяется плохо.

## Фармакодинамика
Клонидин является антигипертензивным средством, действие которого связано с характерным влиянием на нейрогенную регуляцию сосудистого тонуса. Наряду с гуанфацином, нафазолином и оксиметазолином, является α2-адреномиметиком. Подобно нафазолину и оксиметазолину клонидин стимулирует периферические α1-адренорецепторы и оказывает кратковременное прессорное воздействие. Но, проникая через гематоэнцефалический барьер, он стимулирует α2-адренорецепторы и I1-имадазолиновые рецепторы ядра солитарного тракта (ядра одиночного пути), которое возбуждает тормозные интернейроны сосудодвигательных центров, расположенных на дне ромбовидной ямки четвертого желудочка, и возбуждает заднее (дорсальное) ядро блуждающего нерва, что усиливает влияние парасимпатической системы на сердце. Это уменьшает эфферентный поток симпатических импульсов из ЦНС и снижает высвобождение норадреналина из нервных окончаний, оказывая симпатолитическое действие. По этому же механизму тормозится секреция адреналина хромаффинными клетками мозгового вещества надпочечников.
В связи со снижением секреции катехоламинов наступает гипотензивный эффект. При быстром внутривенном введении гипотензивному действию может предшествовать кратковременное (несколько минут) повышение артериального давления вследствие возбуждения сосудистых α1-адренорецепторов. В связи с этим внутривенное применение клонидина ограничено. У пожилых лиц внутривенно клонидин не применяется из-за риска возникновения инсульта или инфаркта миокарда в период гипертензивной фазы. Гипотензивное влияние развивается обычно через 1—2 ч после приёма препарата внутрь и продолжается после однократного приёма 6—8 ч.
Гипотензивное воздействие клонидина сопровождается снижением сердечного выброса и уменьшением периферического сопротивления сосудов, в том числе сосудов почек. Клонидин вызывает также понижение внутриглазного давления, связанное с уменьшением секреции и улучшением оттока водянистой влаги. Благодаря влиянию на ЦНС препарат оказывает болеутоляющий эффект.
Важной особенностью клонидина является также его способность уменьшать (и снимать) соматовегетативные проявления опиатной и алкогольной абстиненции. Уменьшается чувство страха, постепенно проходят сердечно-сосудистые и другие расстройства. Полагают, что эти явления в значительной степени обусловлены снижением центральной адренергической активности, наступающим при возбуждении клонидином α2-адренорецепторов тормозных нейронов. Результатом угнетающего влияния клонидина на ЦНС являются также седативный и снотворный эффекты, а также понижение температуры тела.

## Фармакокинетика
Биодоступность клонидина для обычных лекарственных форм составляет 75-85 %, для препаратов продлённого действия — 89 %. Препарат начинает действовать менее чем через час с продолжительностью действия 6-10 часов, наибольший гипотензивный эффект развивается на промежутке 2-4 часа. Пик концентрации в плазме крови достигается через 1-3 часа (для пролонгированных форм — 7-8 часов). Связь с белками плазмы крови составляет 20-40 %. Объём распределения — 2,9 л/кг. Метаболизируется в печени, период полувыведения равен 12-16 часам, 40-60 % препарата выводится в виде метаболитов с мочой.

## Применение
Клонидин относится к агонистам α2-адренорецепторов центрального действия. Препарат проникает через гематоэнцефалический барьер и действует на рецепторы в гипоталамусе, вызывая снижение артериального давления.
Клонидин также может использоваться в качестве дополнительного лекарственного средства при проведении эпидуральной анестезии для снятия сильных болей у раковых больных в случаях, когда боли плохо купируются одними опиатными анальгетиками.
Кроме этого, клонидин применяется для дифференциальной диагностики феохромоцитомы у больных артериальной гипертонией.
Другие применения клонидина: профилактика сосудистых головных болей при мигрени, лечение тяжелой дисменореи, снятие вазомоторных симптомов, связанных с менопаузой, быстрая детоксикация при лечении синдрома отмены опиатов, в сочетании с бензодиазепинами — лечение алкогольной абстиненции, никотиновой зависимости. Местные формы препарата применяются для снижения внутриглазного давления при лечении открытоугольной глаукомы, вторичной глаукомы и геморрагической глаукомы, ассоциированной с гипертонией. Клонидин также может применяться в качестве терапии при синдроме дефицита внимания и гиперактивности (СДВГ), в том числе в сочетании с психостимуляторами для уменьшения их побочных эффектов. Однако в качестве монотерапии клонидин уступает дезипрамину при лечении симптомов СДВГ.
Передозировка клонидина, особенно в сочетании с алкоголем, приводит к быстрому и продолжительному уменьшению частоты сердечных сокращений с одновременным развитием снотворного эффекта, сопровождаемым длительной потерей сознания (вплоть до летального исхода), в связи с чем «Клофелин» получил печальную известность в качестве средства совершения тяжких преступлений.

### Использование в криминальных целях
Клофелин с 1990-х годов используется злоумышленниками в преступных целях: при его добавлении в прохладительные и, особенно, в алкогольные напитки, выпивший такой напиток человек часто теряет сознание в результате гипотензии, что позволяет преступнику его обокрасть или произвести со своей жертвой другие криминальные действия. При этом отравление клофелином (и другими психотропными веществами) нередко приводит к смерти. Такие криминальные действия квалифицируются как разбой, отравление фармацевтическими препаратами — распространённое преступление, и первым препаратом, использованным с такой целью, был клофелин
Сцены с использованием клофелина для опаивания жертв имеются в художественном фильме «Криминальный талант».